# Gerhard Hückstädt
Gerhard Hückstädt (* 2. Januar 1944; † 29. März 2024) war ein deutscher Richter.

## Leben
Hückstädt wurde 1971 an der Universität Kiel mit der Dissertation Der Testamentsvollstrecker im deutschen Recht des Mittelalters zum Doktor der Rechte promoviert. 1971 wurde er Richter auf Probe am Landgericht Kiel, 1974 abgeordnet an das Justizministerium Schleswig-Holstein und von 1976 bis 1979 wissenschaftlicher Mitarbeiter am Bundesgerichtshof in Karlsruhe. Nach Schleswig-Holstein zurückgekehrt wurde er Richter am Schleswig-Holsteinischen Oberlandesgericht (OLG) in Schleswig und von 1983 bis 1988 an das Justizministerium abgeordnet, bevor er als Vorsitzender Richter am OLG tätig war.
Hückstädt verließ im Februar 1991 Schleswig-Holstein und ging nach Mecklenburg-Vorpommern. Dort wurde er zunächst Präsident des Bezirksgerichts Rostock und ab 1992 Präsident des Landgerichts Rostock. Er war in dieser Zeit am Aufbau einer funktionstüchtigen und rechtsstaatlichen Justiz beteiligt. Von November 1995 an war er für zwölf Jahre vom Landtag Mecklenburg-Vorpommern gewählter Präsident des Landesverfassungsgerichts Mecklenburg-Vorpommern. Am 2. Februar 2009 erhielt er seine Entlassungsurkunde und trat in den Ruhestand.
Hückstädt war unter anderem beim Rotary Club und bei der Deutschen Multiple Sklerose Gesellschaft engagiert.

## Schriften (Auswahl)
- Der Testamentsvollstrecker im deutschen Recht des Mittelalters, Kiel 1971.
- Verfassungsgerichtsbarkeit in Mecklenburg-Vorpommern. In: Landes- und Kommunalverwaltung (LKV) 1997, S. 305 ff.
- Recht und Gerechtigkeit in den neuen Bundesländern. In: Neue Justiz (NJ) 2006, S. 433 ff.
- (Hrsg.): Zwölf Jahre Verfassungsgerichtsbarkeit in Mecklenburg-Vorpommern, Greifswald 2008, ISBN 978-3-00-023926-7.